# Mosca-do-queijo
A mosca-do-queijo (Piophila casei) são insetos dípteros, da família Piophilidae, conhecida por infestar alimentos humanos. O grupo é cosmopolita e as larvas saprófagas são vulgarmente conhecidas por saltão, devido à sua capacidade de saltar vários centímetros no ar quando alarmadas.
Possuem esse nome pois depositam suas larvas sobre certos queijos, sendo que a este fato se costuma atribuir casos de miíase humana, haja vista as larvas podem sobreviver no intestino. 
Um estranho exemplo de uso culinário desse tipo de mosca é a presença de suas larvas no processo de maturação do casu marzu, um queijo sardo.